# Saint-Cierge-la-Serre
Pour les articles homonymes, voir Saint-Cierge.
Saint-Cierge-la-Serre est une commune française, située dans le département de l'Ardèche en région Auvergne-Rhône-Alpes. La commune est située dans le parc naturel régional des Monts d'Ardèche.

## Géographie

### Situation et description

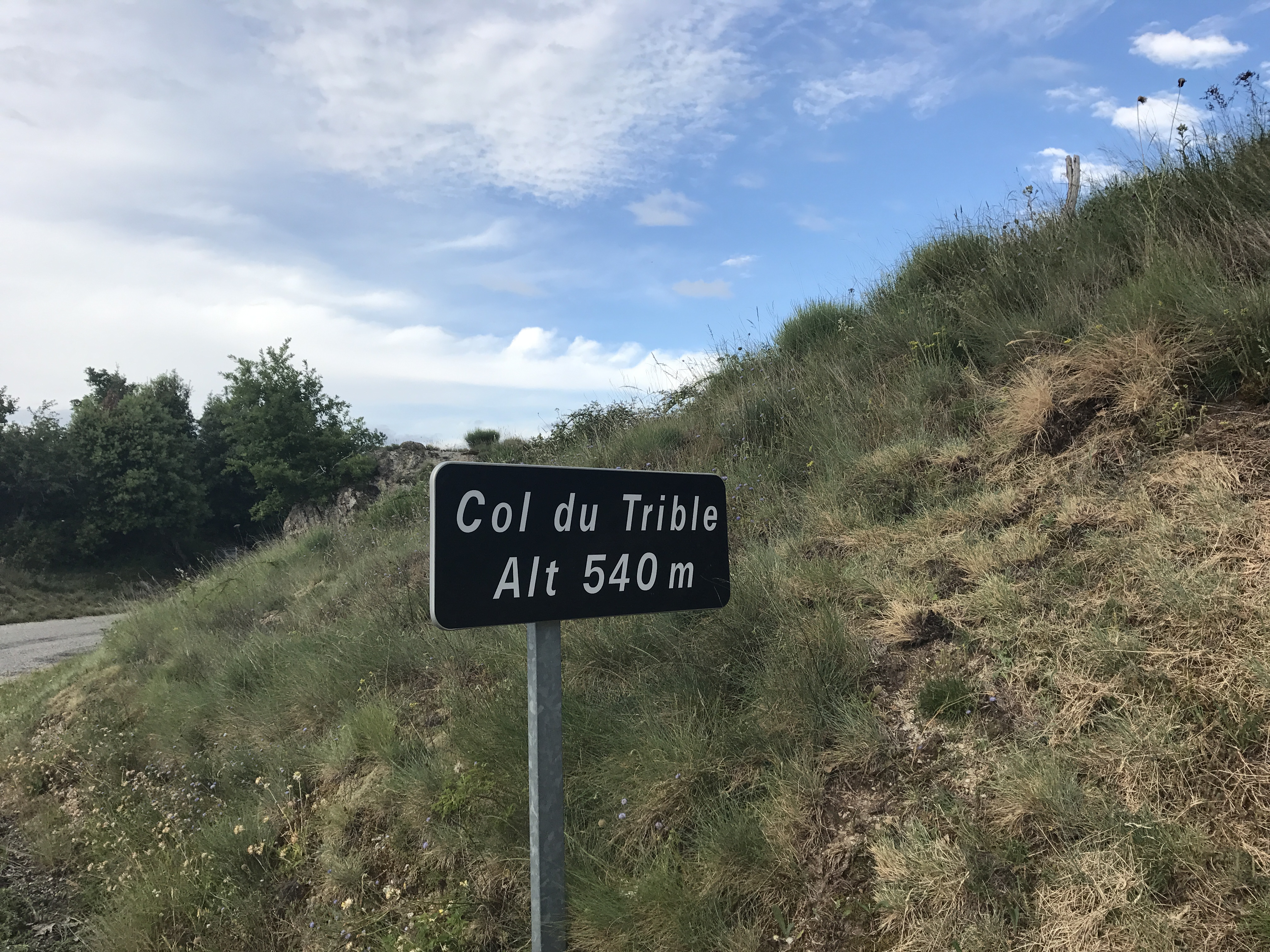
Panneau du col du Trible.

Le col du Trible (540 m) est situé sur le territoire communal.

### Communes limitrophes
|                          | Saint-Fortunat-sur-Eyrieux  | Saint-Laurent-du-Pape |
| Saint-Vincent-de-Durfort | Saint-Cierge-la-Serre       | Rompon                |
|                          | Saint-Julien-en-Saint-Alban |                       |

### Climat
Pour des articles plus généraux, voir Climat d'Auvergne-Rhône-Alpes et Climat de l'Ardèche.
En 2010, le climat de la commune est de type climat méditerranéen altéré, selon une étude du CNRS s'appuyant sur une série de données couvrant la période 1971-2000. En 2020, Météo-France publie une typologie des climats de la France métropolitaine dans laquelle la commune est exposée à un climat méditerranéen et est dans la région climatique Moyenne vallée du Rhône, caractérisée par un bon ensoleillement en été (fraction d’insolation > 60 %), une forte amplitude thermique annuelle (4 à 20 °C), un air sec en toutes saisons, orageux en été, des vents forts (mistral), une pluviométrie élevée en automne (250 à 300 mm).
Pour la période 1971-2000, la température annuelle moyenne est de 10,9 °C, avec une amplitude thermique annuelle de 17,3 °C. Le cumul annuel moyen de précipitations est de 823 mm, avec 7,4 jours de précipitations en janvier et 5,1 jours en juillet. Pour la période 1991-2020, la température moyenne annuelle observée sur la station météorologique de Météo-France la plus proche, « Saint-Laurent Pape », sur la commune de Saint-Laurent-du-Pape à 7 km à vol d'oiseau, est de 13,6 °C et le cumul annuel moyen de précipitations est de 1 027,6 mm,. Pour l'avenir, les paramètres climatiques de la commune estimés pour 2050 selon différents scénarios d'émission de gaz à effet de serre sont consultables sur un site dédié publié par Météo-France en novembre 2022.

## Urbanisme

### Typologie
Au 1er janvier 2024, Saint-Cierge-la-Serre est catégorisée commune rurale à habitat dispersé, selon la nouvelle grille communale de densité à 7 niveaux définie par l'Insee en 2022.
Elle est située hors unité urbaine et hors attraction des villes,.

### Occupation des sols
L'occupation des sols de la commune, telle qu'elle ressort de la base de données européenne d’occupation biophysique des sols Corine Land Cover (CLC), est marquée par l'importance des forêts et milieux semi-naturels (78,4 % en 2018), en diminution par rapport à 1990 (80,1 %). La répartition détaillée en 2018 est la suivante : 
forêts (54,2 %), milieux à végétation arbustive et/ou herbacée (24,1 %), prairies (16,7 %), zones agricoles hétérogènes (4,9 %).
L'évolution de l’occupation des sols de la commune et de ses infrastructures peut être observée sur les différentes représentations cartographiques du territoire : la carte de Cassini (XVIIIe siècle), la carte d'état-major (1820-1866) et les cartes ou photos aériennes de l'IGN pour la période actuelle (1950 à aujourd'hui).

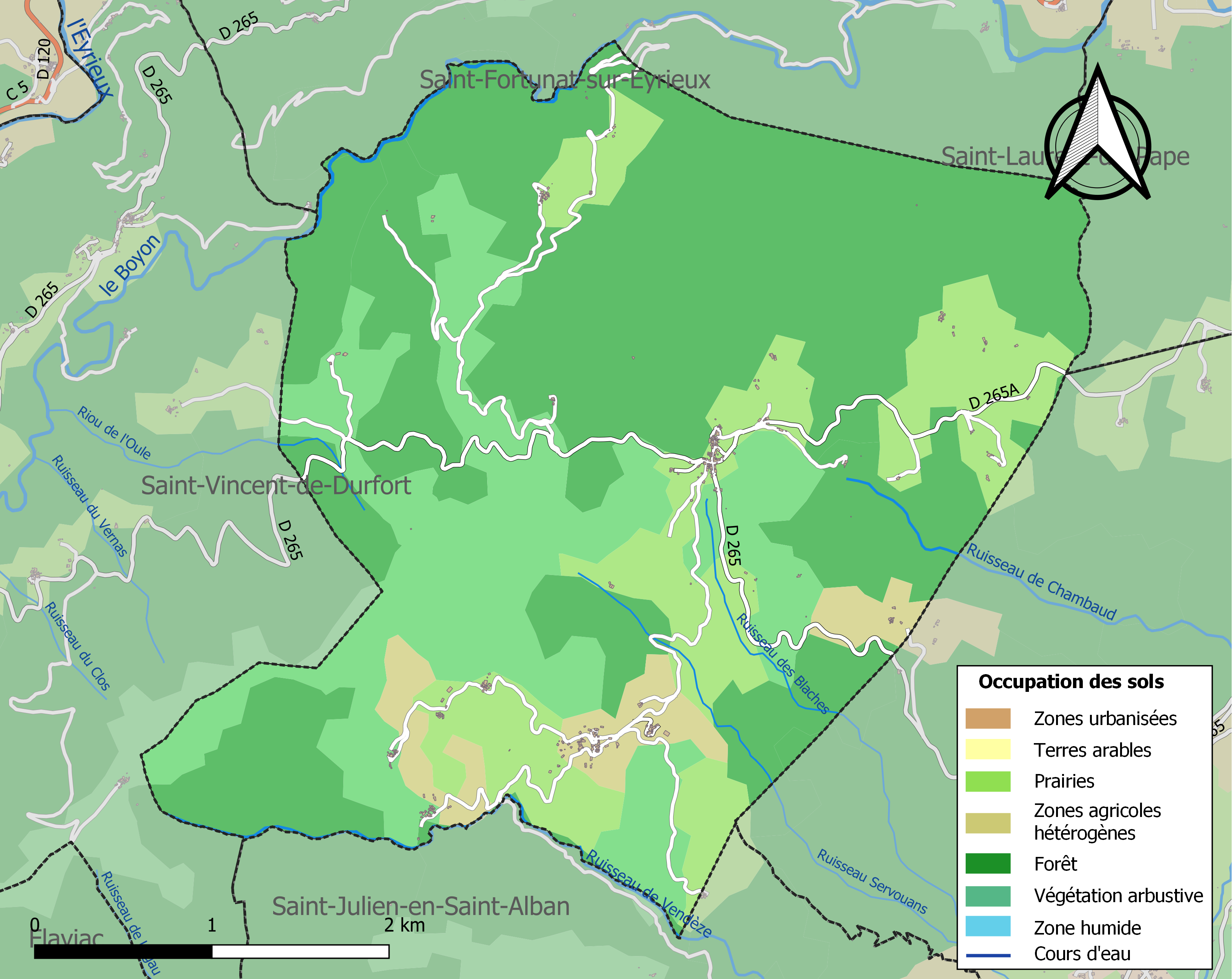
Carte des infrastructures et de l'occupation des sols de la commune en 2018 (CLC).

## Histoire
Existence du consulat au XVIe. Relevait du diocèse de Viviers. Forte majorité de protestants depuis le XVIIe.

## Politique et administration

### Liste des maires

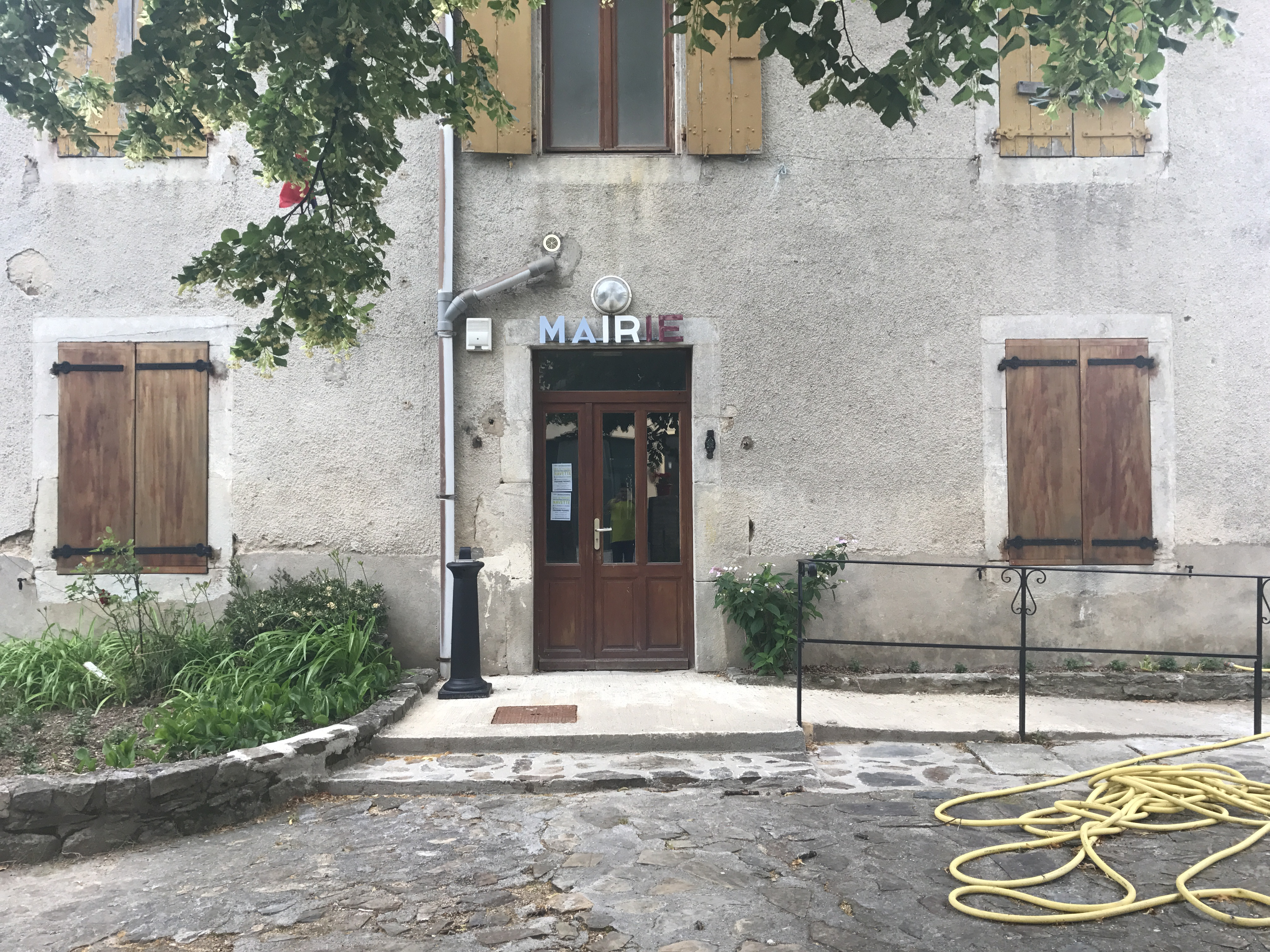
Mairie du village.

| Période                                  | Période                   | Identité        | Étiquette | Qualité                         |
| ---------------------------------------- | ------------------------- | --------------- | --------- | ------------------------------- |
| Les données manquantes sont à compléter. |                           |                 |           |                                 |
| mars 1959                                | juin 1995                 | Alain Felix     | PS        |                                 |
| juin 1995                                | mars 2014                 | Arnaud Ritte    |           |                                 |
| mars 2014                                | En cours (au 6 août 2020) | Olivier Naudot, | SE        | Ingénieur, né le 17 avril 1989. |

## Population et société

### Démographie
L'évolution du nombre d'habitants est connue à travers les recensements de la population effectués dans la commune depuis 1793. Pour les communes de moins de 10 000 habitants, une enquête de recensement portant sur toute la population est réalisée tous les cinq ans, les populations de référence des années intermédiaires étant quant à elles estimées par interpolation ou extrapolation. Pour la commune, le premier recensement exhaustif entrant dans le cadre du nouveau dispositif a été réalisé en 2005.

En 2022, la commune comptait 246 habitants, en évolution de −3,15 % par rapport à 2016 (Ardèche : +2,48 %, France hors Mayotte : +2,11 %).
| 1793 | 1800 | 1806 | 1821 | 1831 | 1836 | 1841 | 1846 | 1851 |
| ---- | ---- | ---- | ---- | ---- | ---- | ---- | ---- | ---- |
| 501  | 464  | 584  | 622  | 699  | 696  | 646  | 740  | 765  |

| 1856 | 1861 | 1866 | 1872 | 1876 | 1881 | 1886 | 1891 | 1896 |
| ---- | ---- | ---- | ---- | ---- | ---- | ---- | ---- | ---- |
| 741  | 742  | 674  | 608  | 628  | 557  | 651  | 696  | 709  |

| 1901 | 1906 | 1911 | 1921 | 1926 | 1931 | 1936 | 1946 | 1954 |
| ---- | ---- | ---- | ---- | ---- | ---- | ---- | ---- | ---- |
| 595  | 596  | 481  | 408  | 402  | 360  | 331  | 301  | 255  |

| 1962 | 1968 | 1975 | 1982 | 1990 | 1999 | 2005 | 2006 | 2010 |
| ---- | ---- | ---- | ---- | ---- | ---- | ---- | ---- | ---- |
| 270  | 256  | 222  | 186  | 182  | 198  | 225  | 216  | 259  |

| 2015 | 2020 | 2022 | - | - | - | - | - | - |
| ---- | ---- | ---- | - | - | - | - | - | - |
| 256  | 248  | 246  | - | - | - | - | - | - |

## Culture locale et patrimoine

### Lieux et monuments
- L'église catholique Saint-Cierge est un peu excentrée et se trouve sur une hauteur dominant le village.
- Le temple protestant est situé au cœur du village.

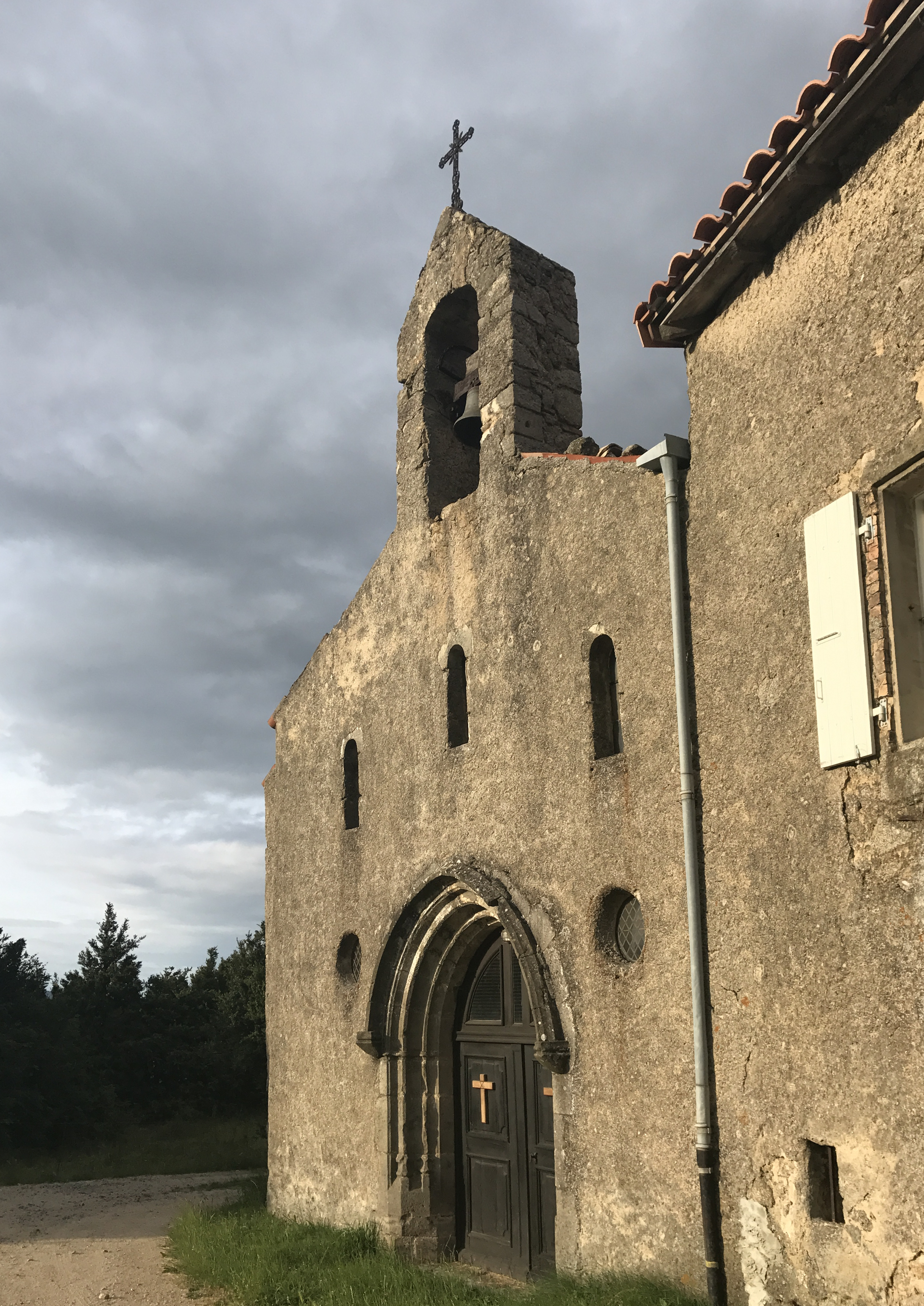
Vue de l'église Saint-Cierge.
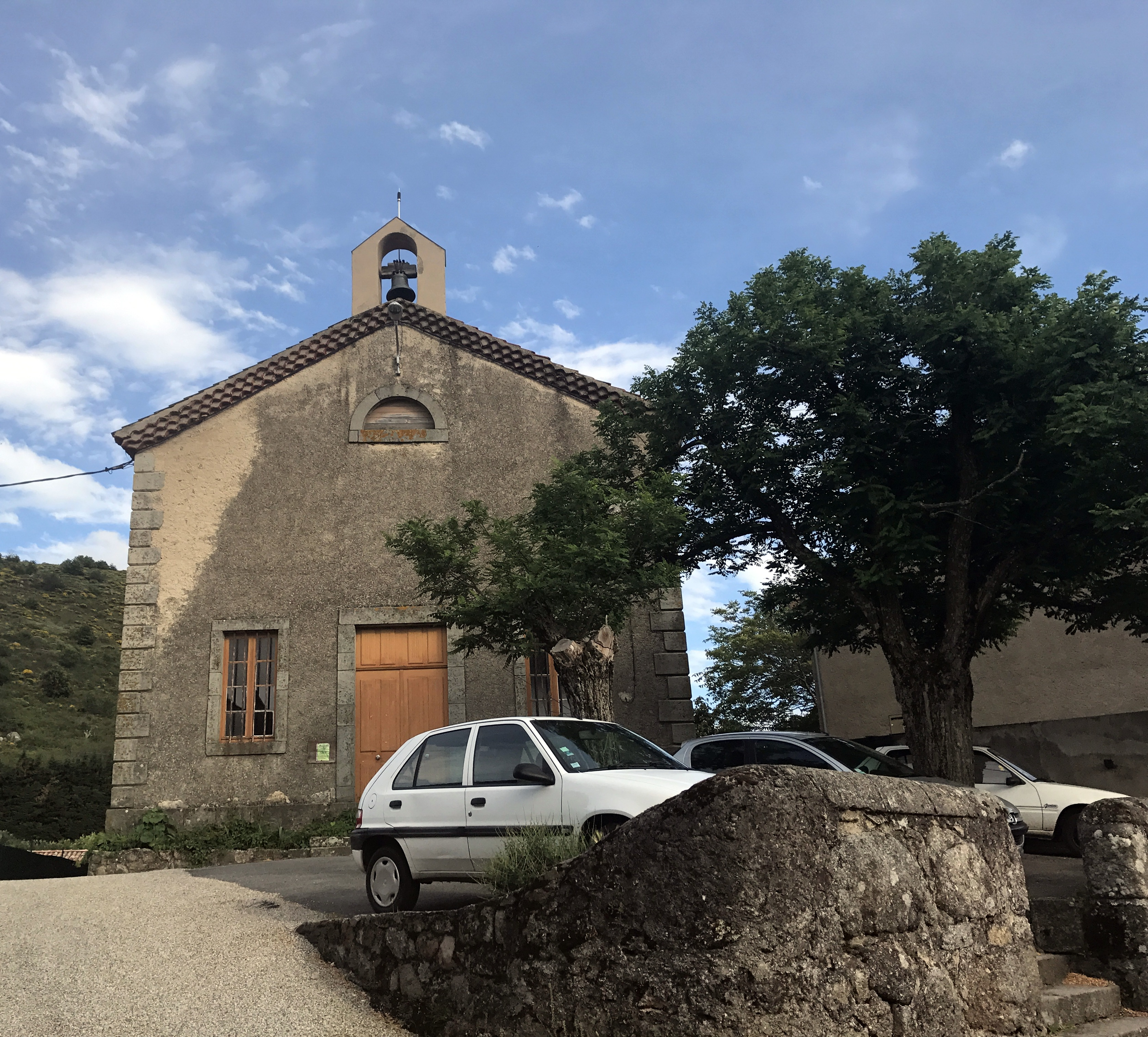
Le temple protestant du village.
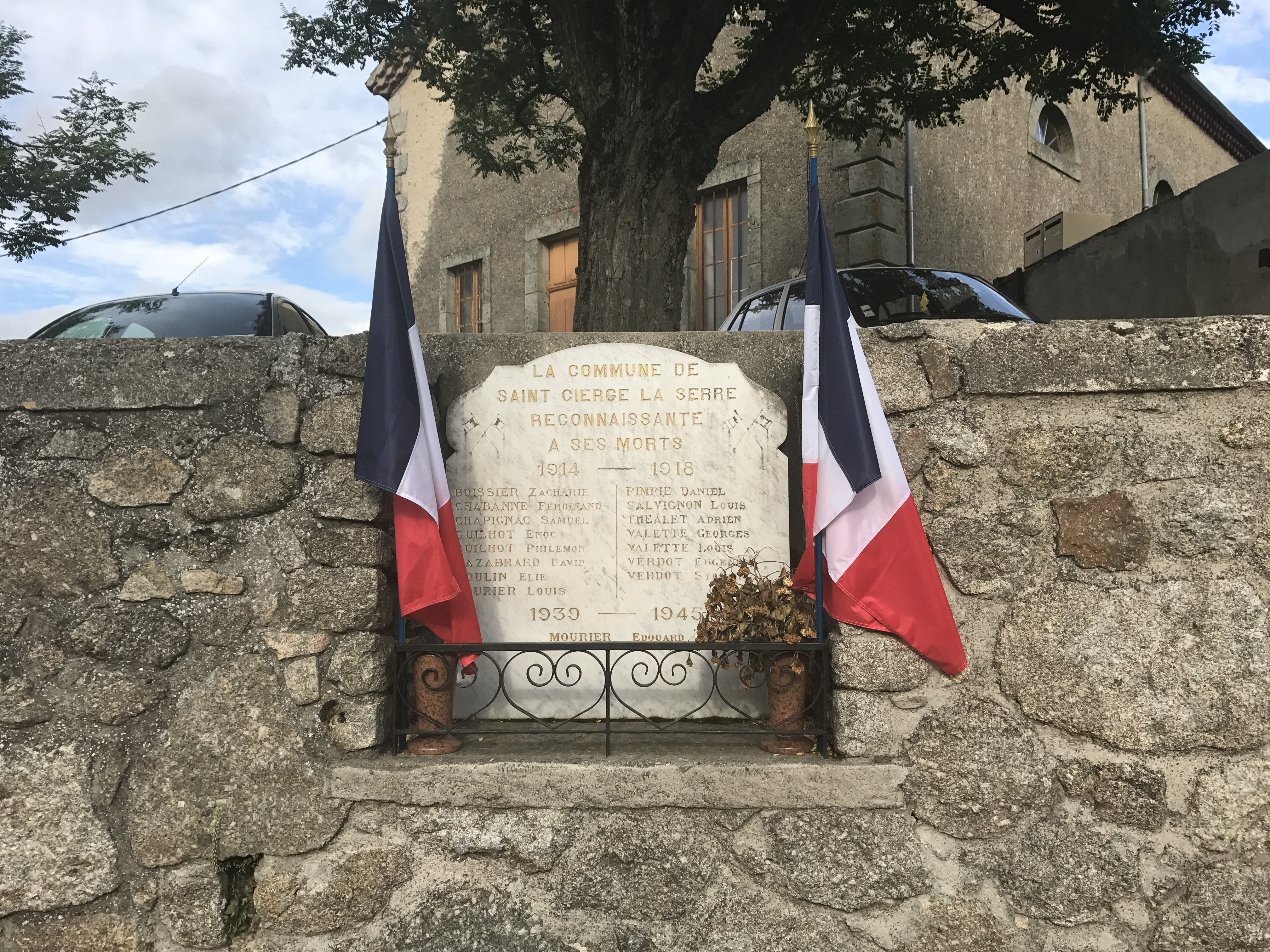
Le monument aux morts de Saint-Cierge-la-Serre.

### Gastronomie
La commune est située dans l'aire de production de la châtaigne d'Ardèche AOC.
La spécialité ardéchoise de la bombine constitue la thématique principale de la fête du village organisée habituellement en juin.

### Héraldique
|  | Saint-Cierge-la-Serre possède des armoiries dont l'origine et le blasonnement exact ne sont pas disponibles. |